# 比克圣伊丽莎白
比克圣伊丽莎白（匈牙利語：Bükkszenterzsébet）是匈牙利赫维什州所辖的一个村。总面积24.86平方公里，总人口1061，人口密度42.7人/平方公里（2011年1月1日）。